# Foot Ball Club Brescia 1926-1927
Questa pagina raccoglie i dati riguardanti il Foot Ball Club Brescia nelle competizioni ufficiali della stagione 1926-1927.

## Stagione
Nella stagione 1926-1927 il Brescia allenato dal Mister James Bellamy, disputa il girone A nel nuovo campionato di Divisione Nazionale e con 15 punti ottiene la settima posizione di classifica. Si tratta del primo campionato a carattere nazionale. La formula prevede due gironi di dieci squadre ed un girone finale tra le prime tre di ciascun raggruppamento a giocarsi lo scudetto tricolore. Stante il nuovo torneo le rondinelle affrontano per la prima volta nella loro storia una trasferta nel sud Italia, il 13 febbraio 1927 viaggiando in treno raggiungono la città del Vesuvio, l'incontro si concluderà (0-0) senza vinti né vincitori. Scudetto vinto dal Torino, ma in seguito revocato, per le conseguenze del caso Allemandi.

## Organigramma societario
Area direttiva
- Presidente: Franco Mazzotti

Area tecnica
- Allenatore: James Bellamy

## Rosa
| N. |                     | Ruolo | Calciatore          |
| -- | ------------------- | ----- | ------------------- |
|    | Italia (bandiera)   | P     | Genesio Bozzoni     |
|    | Italia (bandiera)   | P     | Giuseppe Trivellini |
|    | Italia (bandiera)   | D     | Giovanni Bellardi   |
|    | Italia (bandiera)   | D     | Carlo Bersani       |
|    | Ungheria (bandiera) | D     | József Jaloveczky   |
|    | Italia (bandiera)   | D     | Ercole Minelli      |
|    | Italia (bandiera)   | D     | Angelo Pasolini     |
|    | Italia (bandiera)   | D     | Antonio Vailati     |
|    | Italia (bandiera)   | C     | Pierino Bissolotti  |

| N. |                   | Ruolo | Calciatore              |
| -- | ----------------- | ----- | ----------------------- |
|    | Italia (bandiera) | C     | Berardo Frisoni (I)     |
|    | Italia (bandiera) | C     | Evaristo Frisoni (II)   |
|    | Italia (bandiera) | C     | Andrea Gadaldi          |
|    | Italia (bandiera) | C     | Ezio Morselli           |
|    | Italia (bandiera) | C     | Alfredo Ratti (II)      |
|    | Italia (bandiera) | A     | Eridio Bonardi          |
|    | Italia (bandiera) | A     | Luigi Giuseppe Giuliani |
|    | Italia (bandiera) | A     | Vittorio Rizzi          |
|    | Italia (bandiera) | A     | Luigi Trinca            |

### Divisione Nazionale

#### Girone A

##### Girone di andata
| Arbitro: | Trezzi (Milano) |

|                                         |           |             |
| Catto 5’, 60’ Q. Rosso 48’ Levratto 83’ | Marcatori | 1’ Giuliani |

| Brescia 10 ottobre 1926 2ª giornata | Brescia       | 0 – 0 | Pro Vercelli | Stadium di Viale Piave\| Arbitro: \| Pozzi (Monza) \| |
| Arbitro:                            | Pozzi (Monza) |       |              |                                                       |

| Arbitro: | Dani (Genova) |

|                                                       |           |                          |
| Ludueña 20’, 67’ Jacoponi 36’ Ziroli 49’ Galluzzi 55’ | Marcatori | 15’ Bissolotti 42’ Rizzi |

| Arbitro: | Enrietti (Torino) |

|                   |           |                                  |
| Giuliani 60’, 81’ | Marcatori | 10’ Vandelli 75’ It. Breviglieri |

| Arbitro: | Carraro (Padova) |

|           |           |                                                    |
| Porta 66’ | Marcatori | 15’ Morselli 42’ Giuliani 44’ Bissolotti 85’ Rizzi |

| Arbitro: | Turra (Padova) |

|                                                       |           |                    |
| Giuliani 29’, 69’ Rizzi 49’ Morselli 53’ Bellardi 70’ | Marcatori | 31’ (aut.) Vailati |

| Arbitro: | Barlassina (Novara) |

|  |           |                              |
|  | Marcatori | 14’ Rivolta 23’, 50’ Powolny |

| Arbitro: | Garbieri (Genova) |

|                         |           |  |
| Hirzer 29’ Torriani 55’ | Marcatori |  |

| Arbitro: | Montessoro (Torino) |

|                                     |           |  |
| Migliavacca 51’ Gallo 55’ Zanni 75’ | Marcatori |  |

##### Girone di ritorno
| Arbitro: | Osti (Ferrara) |

|              |           |  |
| Giuliani 70’ | Marcatori |  |

| Arbitro: | Guerrina (Alessandria) |

|                                   |           |                |
| Ceria 10’ Piccaluga 62’ Villa 74’ | Marcatori | 36’ B. Frisoni |

| Arbitro: | Montessoro (Torino) |

|                                              |           |  |
| Giuliani 34’ B. Frisoni 40’ Bonardi 65’, 78’ | Marcatori |  |

| Arbitro: | Carraro (Padova) |

|                    |           |  |
| Hallinger 47’, 56’ | Marcatori |  |

| Arbitro: | Guarnieri (Milano) |

|                                      |           |                               |
| B. Frisoni 2’, 85’ Giuliani 18’, 68’ | Marcatori | 25’ G. Chiecchi 86’ Panonzini |

| Napoli 13 febbraio 1927 15ª giornata | Napoli             | 0 – 0 | Brescia | Stadio Militare dell'Arenaccia\| Arbitro: \| Malagodi (Ferrara) \| |
| Arbitro:                             | Malagodi (Ferrara) |       |         |                                                                    |

| Arbitro: | Barbieri (Genova) |

|                                       |           |                |
| Castellazzi 17’ Powolny 23’, 46’, 59’ | Marcatori | 40’ B. Frisoni |

| Arbitro: | Carraro (Padova) |

|  |           |                   |
|  | Marcatori | 43’, 89’ Munerati |

| Arbitro: | Guarnieri (Milano) |

|                               |           |                 |
| Giuliani 17’ Bonardi 48’, 82’ | Marcatori | 37’ Migliavacca |

## Statistiche

### Statistiche dei giocatori
| Giocatore       | Divisione Nazionale | Divisione Nazionale |
| Giocatore       | Presenze            | Reti                |
| --------------- | ------------------- | ------------------- |
| G. Bellardi     | 15                  | 1                   |
| C. Bersani      | 13                  | 0                   |
| P. Bissolotti   | 14                  | 2                   |
| E. Bonardi      | 14                  | 4                   |
| G. Bozzoni      | 2                   | -9                  |
| B. Frisoni (I)  | 18                  | 5                   |
| E. Frisoni (II) | 18                  | 0                   |
| A. Gadaldi      | 3                   | 0                   |
| L.G. Giuliani   | 17                  | 11                  |
| J. Jalowesky    | 2                   | 0                   |
| E. Minelli      | 1                   | 0                   |
| E. Morselli     | 7                   | 2                   |
| A. Pasolini     | 18                  | 0                   |
| A. Ratti (II)   | 6                   | 0                   |
| V. Rizzi        | 15                  | 3                   |
| L. Trinca       | 1                   | 0                   |
| G. Trivellini   | 16                  | -26                 |
| A. Vailati      | 17                  | 0                   |